# 射影定理
射影定理（台灣稱「母子相似定理」)（英語：Geometric Mean Theorem），又稱歐幾里得定理（英語：Euclid's theorem），是平面幾何中的一個定理。這個定理指出，在一個直角三角形中，一條直角邊的平方，相等於三角形的斜邊乘以該直角邊在斜邊上的正投影。這個定理出現在歐幾里得所著《幾何原本》第一卷當中，是第 47 個命題畢氏定理證明過程的一部分。

## 定理內容
在 ΔABC 中，∠C = 90°。設 CD 在 AB 的上的高，則有：
{\displaystyle {AC}^{2}=AD\cdot AB}
{\displaystyle {BC}^{2}=BD\cdot AB}
{\displaystyle {CD}^{2}=AD\cdot BD}

在 ΔABC 中，∠C = 90°，以及 CD ⊥ AB。AD 及 BD 分別是 AC 及 BC 在底邊 AB 的正投影。

在這裡，AD 及 BD 分別是 AC 及 BC 在底邊 AB 的正投影，故定理以此為名。

## 證明
注意到 ΔABC 與 ΔACD 是相似三角形。因此可得
{\displaystyle {\frac {AB}{AC}}={\frac {AC}{AD}}}
整理可得
{\displaystyle {AC}^{2}=AD\cdot AB}
同理，考慮相似三角形 ΔABC 與 ΔCBD，可得
{\displaystyle {\frac {AB}{BC}}={\frac {BC}{BD}}}
整理可得
{\displaystyle {BC}^{2}=BD\cdot AB}
證明完畢。

## 相關定理

### 直角三角形面積
在上面的 ΔABC 中，我們有：
{\displaystyle AB\cdot CD=AC\cdot BC}
考慮三角形的面積，即可容易地證明。

### 勾股定理
勾股定理，是歐幾里得所著《幾何原本》第一卷當中的第 47 個命題。這個定理指出：
{\displaystyle {AB}^{2}={AC}^{2}+{BC}^{2}}
勾股定理與射影定理有密切關係。事實上，在《幾何原本》中，射影定理正是該證明過程的一部分。從射影定理可知：
{\displaystyle {AC}^{2}=AD\cdot AB}
{\displaystyle {BC}^{2}=BD\cdot AB}
將兩條等式相加，則可得：
{\displaystyle {AC}^{2}+{BC}^{2}=AD\cdot AB+BD\cdot AB}
由於 AD + BD = AB，因此可得：
{\displaystyle {AB}^{2}={AC}^{2}+{BC}^{2}}
證明完畢。

### 幾何平均定理
幾何平均定理，是在《幾何原本》第六卷中的第 8 個命題。這個定理指出：
{\displaystyle {CD}^{2}=AD\cdot BD}
也就是說，CD 是 AD 和 BD 的幾何平均。
與射影定理一樣，幾何平均定理可從相似三角形得證。

## 一般三角形的情況

邊長 a 及 b 在底邊 c 的正投影，分別是 a cos β 及 b cos α。

對於 ∠C ≠ 90° 的情況，三角形邊長的正投影可用餘弦求得：
{\displaystyle AD=AC\cos \angle A}
{\displaystyle BD=BC\cos \angle B}
以上結果從餘弦的定義直接可得。
把上面兩式相加，即可得：
{\displaystyle AB=AC\cos \angle A+BC\cos \angle B}
以上公式，又被稱為「第一餘弦定理」。然而，一般「餘弦定理」所指的，是另一條定理（「第二餘弦定理」），詳見餘弦定理。

## 三維空間上的推廣

### 三直角四面體

一個四面體。若構成頂點的三個面角皆為直角，則這是一個三直角四面體。

射影定理在三維空間上，也有相應的推廣。設三直角四面體 ABCD 中，∠ADB = ∠ADC = ∠BDC = 90°。又設 D 在斜面 ΔABC 的正投影為 E。我們則有：
{\displaystyle [\triangle ADB]^{2}=[\triangle AEB]\cdot [\triangle ABC]}
{\displaystyle [\triangle ADC]^{2}=[\triangle AEC]\cdot [\triangle ABC]}
{\displaystyle [\triangle BDC]^{2}=[\triangle BEC]\cdot [\triangle ABC]}
其中 [ΔABC] 表示 ΔABC 的面積。
把以上三條等式相加，則可得德古阿定理：
{\displaystyle [\triangle ABC]^{2}=[\triangle ADB]^{2}+[\triangle ADC]^{2}+[\triangle BDC]^{2}}
德古阿定理可以視為畢氏定理在三維空間上的其中一種推廣。

### 一般四面體
在四面體 ABCD 中，設 ΔABC 為底面。又設 D 在 ΔABC 的正投影為 E。我們則有：
{\displaystyle AE=AD\cos \alpha }
{\displaystyle BE=BD\cos \beta }
{\displaystyle CE=CD\cos \gamma }
其中 α 、β 及 γ 分別是 AD 、BD 及 CD  與底面 ΔABC 的夾角。
另外亦有：
{\displaystyle [\triangle ABE]=[\triangle ABD]\cos \theta }
{\displaystyle [\triangle ACE]=[\triangle ACD]\cos \phi }
{\displaystyle [\triangle BCE]=[\triangle BCD]\cos \psi }
其中 θ 、ϕ 及 ψ 分別是 ΔABD 、ΔACD 及 ΔBCD  與底面 ΔABC 的夾角。
將上面三條等式相加，可得：
{\displaystyle [\triangle ABC]=[\triangle ABD]\cos \theta +[\triangle ACD]\cos \phi +[\triangle BCD]\cos \psi }
是上面提到「第一餘弦定理」的三維推廣。

### 任意圖形的投影
更進一步地說，面積為 S 的任意平面圖形，在底面的正投影的面積 Sproj，都可用餘弦求得：
{\displaystyle S_{\mathrm {proj} }=S\cos \theta }
其中 θ 是該平面圖形與底面的夾角。